# هند العروسي
هند العروسي (بالهولندية: Hind Laroussi)‏ من مواليد 1984، تغني باللغة العربية والهولندية والبرتغالية، حققت نجاحات فنية، حيث حققت جمهورا واسعا يتابع أعمالها الجديدة، وهي واحدة من أشهر مطربات الصنف الغنائي المعروف ب «ريتم اند بلوز» في هولندا.
كانت بداياتها من خلال مسابقات ومنافسات فنية، حيث سبق لها أن شاركت في مسابقة «الاوروفزون» العريقة، التي تبث في العديد من قنوات دول العالم، التي لها رصيد تاريخي فني قديم حيث انطلقت المسابقة منذ سنة 1956، وتعرف مشاركة نخبة من مطربي ومطربات الموسيقى في أوروبا للتنافس على المسابقة، والتي تحظى بدعم ومتابعة الشركة العالمية في إنتاج الموسيقى.

## الألبوم الأول
أصدرت المطربة هند العروسي أول البوم لها بعنوان «صيف متجدد» وحقق نجاحا، دفعها إلى عمل «جولة حول العالم» ثم أصدرت بعده ألبوم «منتصف الطريق إلى البيت» الصادر سنة 2005، ساعدها في أكتساب شهرة كبيرة، بحيث فاز بالقرص الذهبي.

## القرص الذهبي
بعد ألبوم القرص الذهبي الذي حقق لها دفعة في المجال الفني، أصدرت ألبوما جديدا بعنوان «صيف متجدد» ثم أصدرت بعده ألبوم «منتصف الطريق إلى البيت» الصادر سنة 2005، ساعدها في أكتساب شهرة كبيرة، بحيث فاز بأول قرص ذهبي في مشوارها الفني.

## النفحة العربية والمغاربية
تحرص هند على أن تُضمن أغاني ألبوماتها نفحة شرقية، حيث تمزج في العديد من تلك الأغاني بين «البوب» والإيقاعات الشرقية العصرية، مع إيقاعات أخرى كالفادو البرتغالي.
تغني كثيرا باللغة الإنجليزية، إلا أنها لا تنسى الغناء بالعربية، من قبيل أغنية «حبيتك في الصيف» للمطربة العربية فيروز.

## من إصداراتها
- أصدرت عملا فنيا جديدا بعنوان «سلام سلام»، تطرقت فيه إلى قيم الإسلام والتسامح في العالم.[2]
- أغنية قلبك ينتمي إلي: هي أغنية بالغة الإنجليزية من أداء المغنية الهولندية من أصل مغربي هند العروسي، إصدار 14 أبريل 2008.[3]

تجمع الأغنبة بين إيقاع الموسيقى العربية وموسيقى الروك وبوب.